# Diözese Linz
Die Diözese Linz (lateinisch Dioecesis Linciensis) ist eine österreichische römisch-katholische Diözese, die zur Kirchenprovinz Wien gehört. Sie ist zuständig für das Bundesland Oberösterreich.

## Geschichte

### Vorgeschichte des Diözesangebiets
Zur Römerzeit gehörte ein Großteil des Diözesangebiets zur Provinz Noricum. Nach der Stadterhebung (Municipium) von Lauriacum (heute Lorch) im Jahr 212 dürfte dort ein Bischofssitz gewesen sein. Im Jahr 304 starben 40 Christen, unter ihnen der heilige Florian, den Märtyrertod und wurden möglicherweise in Lauriacum bestattet. Im 5. Jahrhundert wird in der Vita Sancti Severini ein Bischof mit dem Namen Constantius in Lauriacum erwähnt.
Nach der Völkerwanderung verkündeten iroschottische und fränkische Missionare das Christentum. Im Jahr 739 legte der heilige Bonifatius die Diözesangrenzen so fest, dass Oberösterreich zum Bistum Passau kam. Bis etwa 903 ist Lorch als Sitz eines Chorbischofs (Landbischof) bezeugt.
Durch die Einfälle der Magyaren wurden viele kirchliche Strukturen zerstört. Nach dem Schlacht auf dem Lechfeld (955) begann Bischof Pilgrim mit dem Neuaufbau. Ab 1065 begannen die Bischöfe Altmann und Ulrich das Diözesangebiet in Pfarrsprengel einzuteilen.
Zur Zeit der Reformation im 16. Jahrhundert förderten vor allem die Adeligen den neuen Glauben und ein Großteil der Bevölkerung wurde protestantisch. Durch die Gegenreformation wurde Oberösterreich im 17. Jahrhundert wieder überwiegend katholisch.

### Geschichte der Diözese Linz
Kaiser Joseph II. zwang die Diözese Passau mit einem Vertrag vom 4. Juli 1784 zum Verzicht auf ihre Pfarren in Oberösterreich und gründete die Diözese Linz. Mit einer Bulle vom 28. Jänner 1785 stimmte Papst Pius VI. zu. Erster Bischof von Linz wurde der Passauer Generalvikar und Freisinger Weihbischof Ernest Johann Nepomuk von Herberstein. Diese kirchenrechtliche Installation begleitet die Erhebung des Landesteils zum Kronland Österreich ob der Enns, nachdem es politisch schon Jahrhunderte Teil des Herzogtums Österreich gewesen war.

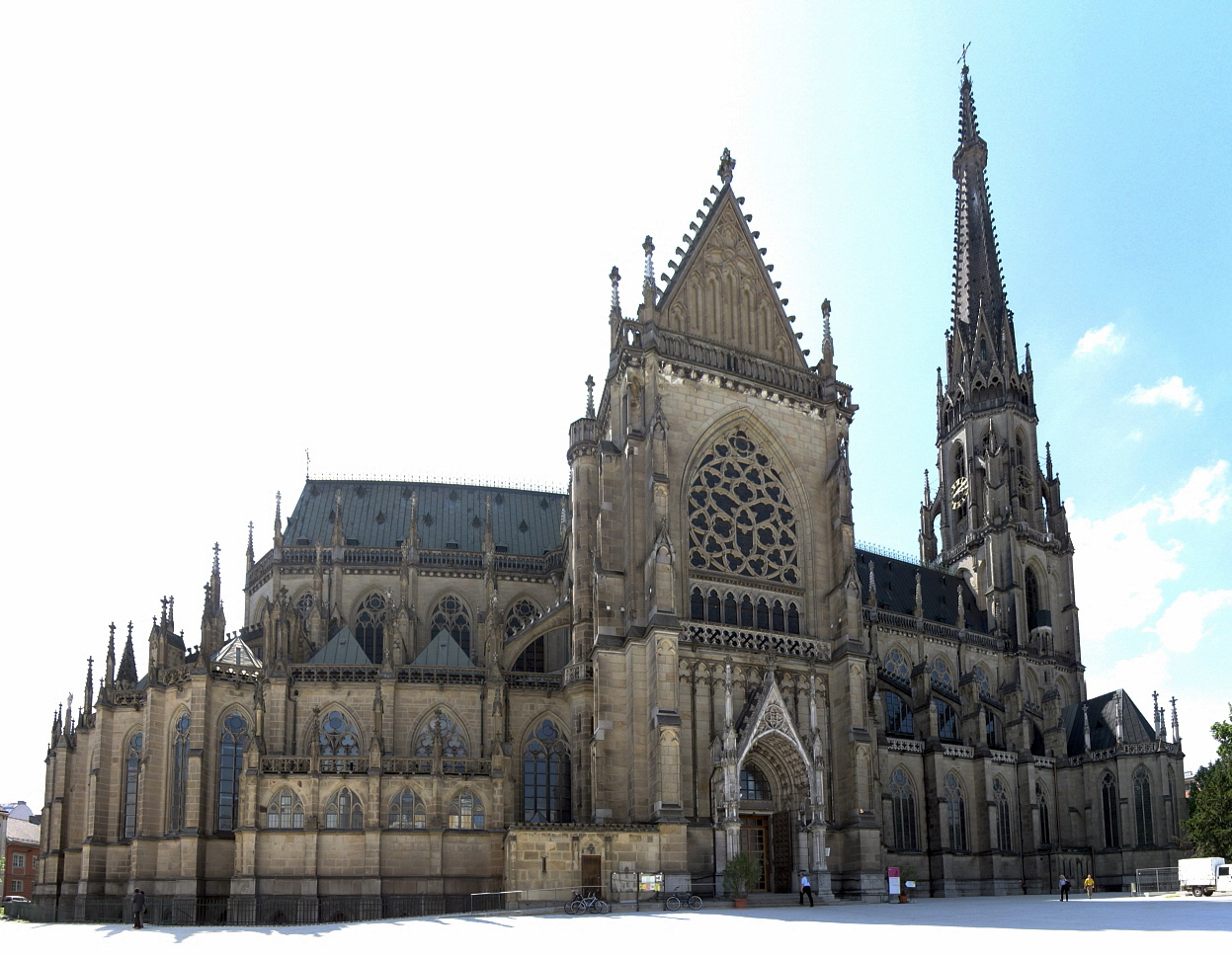
Mariä-Empfängnis-Dom Linz

Kathedrale war zunächst die ehemalige Jesuitenkirche, seit 1909 der Mariä-Empfängnis-Dom.
Im Zuge der von Bischof Manfred Scheuer umgesetzten Strukturreform werden die bisher in der Diözese vorhandenen Dekanate schrittweise als kirchliche Verwaltungseinheit aufgelöst und durch neue (Groß-)Pfarren ersetzt, denen die bisher eigenständigen Pfarren als Pfarrteilgemeinden angehören. Als erste dieser neuen Seelsorgeeinheiten wurden zum 1. Jänner 2023 die Pfarren Braunau, Eferdinger Land, Ennstal, Schärding und Urfahr neu gegründet.

## Infrastruktur
Residenz der Linzer Bischöfe ist der Bischofshof in der Linzer Herrenstraße. Die Diözese ist Trägerin einer auf theologische, kunstwissenschaftliche und philosophische Studien spezialisierten Privat-Universität sowie eines Priesterseminars in der Harrachstraße. Das bischöfliche Gymnasium ist das Petrinum am Fuße des Pöstlingbergs. Grundbücherliche Eigentümer des diözesanen Liegenschaftsbesitzes sind u. a. die jeweils eigenständigen juristischen Personen und Körperschaften öffentlichen Rechts Diözesane Immobilien-Stiftung und Bistum Linz.

## Liste der Bischöfe
- 1783–1788 Ernest Johann Nepomuk Graf Herberstein
- 1789–1807 Joseph Anton Gall
- 1809–1825 Sigismund Ernst Graf von Hohenwart
- 1827–1852 Gregorius Thomas Ziegler
- 1853–1884 Franz Joseph Rudigier
- 1885–1888 Ernest Maria Müller
- 1889–1908 Franz Maria Doppelbauer
- 1909–1915 Rudolph Hittmair
- 1915–1941 Johannes Maria Gföllner
- 1946–1955 Josephus Calasanz Fließer
  - Franz Salesius Zauner (Bischofkoadjutor 1949–1955)
- 1956–1980 Franz Salesius Zauner
- 1981–2005 Maximilian Aichern
- 2005–2015 Ludwig Schwarz
- seit 2015 Manfred Scheuer

Weihbischöfe
- 1941–1946 Josephus Calasanz Fließer (ab 1946 Diözesanbischof)
- 1969–1982 Alois Wagner